# Усть-Нем
 Усть-Нем  — село в Усть-Куломском районе Республики Коми, административный центр и единственный населённый пункт сельского поселения Усть-Нем.

## География
Расположен на правом берегу Вычегды на расстоянии примерно 60 км по прямой от районного центра села Усть-Кулом на восток напротив устья реки Нем.

## История
Известно с 1646 года как деревня с 14 дворами переселенцами с Вишеры (ныне Корткеросский район). В 1678 году упоминается как погост с Алексеевской церковью и 16 крестьянскими дворами. В 1782 г. в Усть-Неме имелось 58 дворов и 385 жителей, в 1859 г. — 124 и 914 человек, в 1876 17 и 974, в 1926 1707 жителей, в 1946 2018, в 1970 1418, в 1989 1073. В 1860 году открылась приходская школа, в 1870 году-земское училище, в 1900-библиотека, в 1904 фельдшерский пункт, в 1905-детский приют. В 1930 году здесь имелись участковая больница, начальная школа, школа-семилетка, изба-читальня, агропункт, товарищество по совместной обработке земли, потребительское общество и проч. В 1946 году имелись леспромхоз, смольноканифолевый завод, 2 предприятия местной промышленности, средняя школа, детский сад, детский дом, клуб, библиотека, больница, отделение связи.

## Население
Постоянное население составляло 855 человек (коми 94 %) в 2002 году, 706 в 2010.

## Известные уроженцы
- Амельченко Анатолий Дмитриевич (1940—2005) — советский и российский деятель культуры, кинорежиссёр. Организатор и руководитель киностудии «Юнга-фильм» Горномарийского района Марий Эл (1973―2005). Заслуженный работник культуры Российской Федерации (1992). Лауреат Премии Марийского комсомола имени Олыка Ипая (1988).
- Бабин Вячеслав Леонидович (1960—2022) — коми поэт. Член Союза писателей России с 1994 года.